# Keni Burke
Kenneth « Keni » M. Burke, né le 28 septembre 1953 à Chicago, est un chanteur, musicien et compositeur américain. Il a commencé sa carrière comme membre du groupe des Five Stairsteps dans les années 1970. Sa chanson phare est Risin' to the Top (1982).

## Discographie
- 1977 : Keni Burke
- 1981 : You're the Best
- 1982 : Changes
- 1998 : Nothin' but Love